# Rodrigo Vásquez Schroder
Rodrigo Rafael Vásquez Schroder (6 de diciembre de 1969) es un Gran Maestro Internacional de ajedrez chileno.

## Resultados destacados en competición
Ha sido cinco veces ganador del Campeonato de ajedrez de Chile en los años 1989, 1992, 2004, 2010 y 2014
Ha representado a Chile en siete  Olimpíadas de ajedrez en los años 1990 en Novi Sad, 1998 en Elistá, 2004 en Calviá, 2010 en Janti-Mansisk, 2012 en Estambul, 2014 en Tromsø y 2016 en Bakú.